# Dennis William Sciama

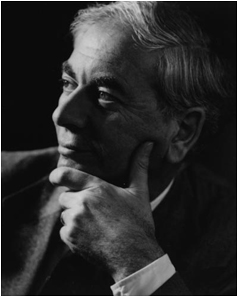
Ritratto fotografico di Dennis William Sciama

Dennis William Sciama (Manchester, 18 novembre 1926 – Oxford, 18 dicembre 1999) è stato un fisico britannico, tra i maggiori esperti internazionali di astrofisica e cosmologia.

## Biografia
Si laureò in fisica al Trinity College dell'Università di Cambridge, conseguendo poi il dottorato di ricerca (PhD) nel 1953 sotto la supervisione di Paul Dirac. Proseguì quindi studi e ricerche all'Institute for Advanced Study di Princeton (1954-1955) e, come Agassiz Fellow, all'Università di Harvard (1955-1956). Insegnò pure alla Cornell University, al King's College di Londra e all'Università del Texas ad Austin.
Fu quindi Lecturer di matematica all'Università di Cambridge (fra gli anni '50 e '60) e Senior Research Fellow all'All Souls College di Oxford (1970-1983). Nel 1983 si trasferì in Italia (pur mantenendo sempre la nazionalità inglese), come professore di astrofisica presso la Scuola Normale Superiore di Pisa, e presso la SISSA (Scuola Internazionale di Studi Superiori Avanzati) di Trieste. Prese una seconda residenza in provincia di Venezia, rimanendo al contempo – fino alla morte – visiting professor a Oxford. 
Autore di molti lavori specialistici in astrofisica relativistica e cosmologia, che lo hanno proclamato come uno dei padri fondatori della moderna cosmologia, tra i suoi libri divulgativi tradotti in italiano, si segnala, in particolare, Cosmologia Moderna, di buon livello divulgativo nonostante la presenza, in alcuni capitoli, di un certo formalismo matematico.
Per tutta la vita si professò ateo, sebbene negli ultimi periodi avesse aderito al deismo. Dopo la scoperta della radiazione di fondo, prova regina del Big Bang, ammise il proprio errore.
Tra i suoi allievi più famosi, ricordiamo Angelo Marcello Anile, John D. Barrow, David Deutsch, Stephen Hawking,
Martin Rees, Antony Valentini, Roger Penrose.